# Cantó de Perigús-Centre
El cantó de Perigús-Centre és un cantó francès del departament de la Dordonya, situat al districte de Perigús. Comprèn part del municipi de Perigús.

## Història
| Data d'elecció                           | Identitat        | Partit | Qualitat |
| ---------------------------------------- | ---------------- | ------ | -------- |
| 1970-1989                                | Yves Guéna       | RPR    |          |
| 1989-2008                                | Paulette Labatut | UDD    |          |
| 2008-                                    | Jean-Paul Daudou | UDD    |          |
| les dades anteriors no són pas conegudes |                  |        |          |
|                                          |                  |        |          |

## Demografia
| 1962 | 1968 | 1975 | 1982 | 1990   | 1999   | 2006   |
| ---- | ---- | ---- | ---- | ------ | ------ | ------ |
| -    | -    | -    | -    | 18.398 | 18.860 | 17.695 |